# Emile van Loo
Emile Mathieu van Loo (Gulpen, 22 februari 1915 – Maastricht, 4 januari 1990) was een Nederlands burgemeester.
Rond 1937 ging hij werken bij de gemeente Gulpen. Daarna werkte hij korte tijd bij de gemeente Ubach over Worms voor hij in januari 1951 overstapte naar de gemeente Heerlen. Vanaf 1965 was hij daar hoofd van de afdeling financiën en belasting. Twee jaar later werd hij daarnaast benoemd tot comptabele van de gemeente Heerlen. In maart 1980 ging Van Loo met pensioen, maar in juli 1980 werd hij benoemd tot waarnemend burgemeester van Wijnandsrade. In 1982 ging Wijnandsrade op in de gemeente Nuth waarmee zijn functie kwam te vervallen. Begin 1990 overleed hij op 74-jarige leeftijd.